# Simeon Duck
Pour les articles homonymes, voir Duck.
Simeon Duck (1er décembre 1834-5 février 1905) est un homme politique canadien de la Colombie-Britannique. Il est député provincial indépendant de la circonscription britanno-colombienne de Victoria City de 1871 à 1875, de 1882 à 1886 et d'une élection partielle en 1888 à 1890.
Il sert comme ministre des Finances de 1885 à 1886.

## Biographie
Né à St. Catharines dans le Haut-Canada, Duck quitte le Canada-Est (Ontario) en 1859 et arrive en Colombie-Britannique après un passage par Panama. Dans l'Ouest, Duck devient prospecteur dans des mines du fleuve Fraser. Il établie ensuite une usine de fabrication de wagons et de charriots à Victoria.
Il sert également pour le département des pompiers volontaires, avec entre autres la fonction de chef ingénieur. Duck est aussi actif dans la franc-maçonnerie avec le titre de grand-maître de 1874 à 1875.
Duck meurt à Victoria en février 1905 à l'âge de 70 ans.